# Draco boschmai
Espèce
Synonymes
- Draco volans boschmai Hennig, 1936

Draco boschmai est une espèce de sauriens de la famille des Agamidae.

## Répartition
Cette espèce est endémique d'Indonésie. Elle se rencontre à Lombok, à Sumbawa, à Komodo, à Rinca, à Sumba, à Adonara, à Florès et à Sulawesi.

## Étymologie
Cette espèce est nommée en l'honneur de Hilbrand Boschma (en) (1893-1976).

## Publication originale
- Hennig, 1936 : Revision der Gattung Draco (Agamidae). Temminckia, Leiden, vol. 1, p. 153-220.